# واين سوتون
واين سوتون (بالإنجليزية: Wayne Sutton)‏ هو مدير فني أمريكي، ولد في 6 نوفمبر 1890 في مونتيسانو في الولايات المتحدة، وتوفي في 1976 في سياتل في الولايات المتحدة.